# 호그 천체
호그 천체(영어: Hoag's Object)는 고리 은하로 알려진 형태의 비전형적인 은하이다. 뱀자리 머리 부분에 있다. 이름은 1950년 이 은하를 발견한 아서 앨런 호그의 이름을 따라서 지어졌다. 

## 위치 및 찾는 방법
북쪽왕관자리에 위치한 알파성 알페카(Alphecca, α CrB)로부터 동쪽으로 17m, 남쪽으로 5° 8' 떨어져 있고 목동자리에 위치한 알파성 아르크투루스(Arcturus, α Boo)를 기준으로 한다면 동쪽으로 1h 2m, 북쪽으로 2° 24' 떨어져 있다.
주변에 밝은 별이 아르크투루스 빼고 별로 없어 찾기가 쉽지 않다. 이자르(Izar, ε Boo)를 직각으로 하는 아르크투루스와 이자르를 잇는 직각삼각형을 만들면 찾을 수 있다.
하지만, 약 6억 광년이나 떨어져 있으며 겉보기 등급이 +16.2에 달하기 때문에 안시관측은 어림도 없으며 장노출 사진으로나마 희미한 은하핵과 고리를 확인할 수 있다